# Drimylastis craterozona
Drimylastis craterozona är en fjärilsart som beskrevs av Edward Meyrick 1932. Drimylastis craterozona ingår i släktet Drimylastis och familjen äkta malar. Inga underarter finns listade i Catalogue of Life.